# Выборы губернатора Санкт-Петербурга (2000)
Выборы губернатора Санкт-Петербурга 2000 года — выборы, состоявшиеся 14 мая 2000 года на территории города Санкт-Петербурга. По их результатам в первом туре с 72,69 % голосов избирателей одержал победу действующий губернатор Владимир Яковлев.

## Предшествующие события
8 октября 1999 года Законодательное собрание Санкт-Петербурга приняло решение перенести губернаторские выборы с весны 2000 года на 19 декабря 1999, совмещая их с выборами в Государственную думу. 15 ноября городской суд отклонил жалобы объединения «Яблоко», а также депутата Законодательного собрания Алексея Ковалёва и правозащитников Юрия Вдовина и Михаила Чулаки, которые просили признать процедуру назначения даты выборов неправомерной. Неудовлетворённые решением суда, они обратились с кассационной жалобой в Верховный суд России.
11 декабря 1999 года Верховный суд признал незаконным перенос губернаторских выборов на 19 декабря, мотивируя это отсутствием кворума в Законодательном собрании, когда принималось решение о дате голосования.
Перед выборами 14 мая 2000 года Владимир Яковлев, входивший в руководство движения «Отечество — Вся Россия», был поддержан Коммунистической партией. В апреле движение «Единство» и администрация нового президента Владимира Путина отказались от первоначальной идеи выдвижения вице-премьера Валентины Матвиенко.
Параллельно заключительному этапу предвыборной кампании в Санкт-Петербурге проходил Чемпионат мира по хоккею.

## Кандидаты

### Зарегистрированные на отменённые выборы 1999 года
- Сергей Андреев — депутат Законодательного собрания;
- Игорь Артемьев — заместитель председателя партии «Яблоко», бывший вице-губернатор;
- Юрий Болдырев — заместитель председателя Счётной палаты России;
- Александр Борисоглебский — телеведущий и продюсер;
- Сергей Клыков — педагог-организатор территориального управления Центрального района;
- Вячеслав Марычев — бывший депутат Государственной думы, «вечный кандидат»;
- Владимир Савицкий — заведующий юридической консультацией;
- Константин Севенард — депутат Законодательного собрания;
- Андрей Степанов — президент фонда «Реформа и политика»;
- Владимир Яковлев — действующий губернатор[1].

### Зарегистрированные на выборы 2000 года
Были вновь зарегистрированы Андреев, Артемьев, Болдырев, Клыков и Яковлев, а также:
- Андрей Корчагин — депутат Законодательного собрания;
- Ольга Лисичкина — сотрудник администрации Центрального района;
- Артём Тарасов — предприниматель[5].

### Снявшиеся
- Юлий Рыбаков — депутат Государственной думы (Союз правых сил)[6];
- Пётр Шелищ — депутат Государственной думы (Отечество — Вся Россия)[7].

### Отказавшиеся от участия
- Валентина Матвиенко — заместитель председателя правительства России[8];
- Сергей Степашин — депутат Государственной думы (Яблоко)[9].

## Опросы избирателей
| Дата                   | Опрошено | Яковлев | Артемьев | Болдырев | Тарасов | Матвиенко | Рыбаков | Прочие                                               | Против всех | Затруднились ответить | Примечания |
| ---------------------- | -------- | ------- | -------- | -------- | ------- | --------- | ------- | ---------------------------------------------------- | ----------- | --------------------- | ---------- |
| Дата                   | Опрошено |         |          |          |         |           |         | Прочие                                               | Против всех | Затруднились ответить | Примечания |
| 14 мая 2000 (экзитпол) | 10 115   | 69,2    | 16,1     | 4        | 4       |           |         | Андреев 0,8, Лисичкина 0,4, Клыков 0,3, Корчагин 0,3 | 4,8         |                       | [ 10 ]     |
| 4 мая 2000             | 1003     | 66,7    | 7,8      | 4,8      | 0,6     |           | 1,8     | Андреев 0,2, Клыков 0,1                              | 3,5         | 14,3                  | [ 11 ]     |
| март 2000              |          | 47,8    | 2,5      | 5,9      |         | 13,2      |         |                                                      |             |                       | [ 12 ]     |

## Итоги выборов
| Место                  | Кандидат                     | Голоса    | %     |
| ---------------------- | ---------------------------- | --------- | ----- |
| 1.                     | Яковлев Владимир Анатольевич | 1 291 111 | 72,69 |
| 2.                     | Артемьев Игорь Юрьевич       | 260 666   | 14,68 |
| 3.                     | Болдырев Юрий Юрьевич        | 67 261    | 3,79  |
| 4.                     | Тарасов Артём Михайлович     | 63 718    | 3,59  |
| 5.                     | Андреев Сергей Юрьевич       | 8 439     | 0,48  |
| 6.                     | Корчагин Андрей Евгеньевич   | 4 789     | 0,27  |
| 7.                     | Лисичкина Ольга Борисовна    | 4 670     | 0,26  |
| 8.                     | Клыков Сергей Сергеевич      | 2 527     | 0,14  |
| Против всех            | Против всех                  | 66 031    | 3,72  |
| Недействительны        | Недействительны              | 6 926     | 0,39  |
| Явка                   | Явка                         | 1 769 212 | 47,41 |
| Количество избирателей | Количество избирателей       | 3 731 807 | 100   |